# Lake Oroville
Lake Oroville – sztuczne jezioro w USA w północnej części stanu Kalifornia w hrabstwie Butte na rzece Feather River. Powstało przez wybudowanie najwyższej tamy w USA – Oroville Dam, której budowę ukończono w 1968 roku.

## Kryzys tamy Oroville w 2017
Po ulewnych deszczach na początku lutego 2017 roku, podczas spuszczania nadmiaru wody doszło do uszkodzenia głównego przelewu. Po zapadnięciu się jednej z płyt betonowych, w przelewie powstała wyrwa, która na skutek erozji zaczęła się szybko powiększać, osiągając po kilku dniach całą szerokość przelewu. Zarządcy tamy postanowili ograniczyć użycie przelewu głównego, co spowodowało, że  po raz pierwszy od czasów wybudowania tamy woda zaczęła się przelewać przez przelew awaryjny. Brak zabezpieczeń przed erozją przy przelewie awaryjnym, spowodował zagrożenie dla stabilności tamy i zmusił władze do ogłoszenia ewakuacji 180 tysięcy ludzi z miejscowości położonych poniżej tamy.